# Ron Funches
Ron Funches, nato Ronald Kyle Funches (Los Angeles, 12 marzo 1983), è un comico, attore e doppiatore statunitense.
Funches ha trascorso la prima infanzia a Chicago prima di trasferirsi a Salem, nell'Oregon, da adolescente. Ha iniziato la carriera comica a Portland, all'età di 23 anni. Dopo essersi trasferito a Los Angeles nel 2012, ha iniziato ad apparire come ospite in diverse serie comiche, tra cui @midnight, Mulaney e Kroll Show.
Dal 2014 al 2016 Funches ha recitato regolarmente nella serie della NBC Undateable e nel 2015 ha iniziato a recitare come doppiatore in serie come BoJack Horseman, Le avventure del gatto con gli stivali e Adventure Time. Successivamente ha doppiato il personaggio di Cooper nel film d'animazione Trolls (2016). Inoltre ha avuto ruoli di guest-star in un certo numero di serie televisive, tra cui Transparent (2016), Black-ish (2017), e ripreso il ruolo di Cooper nello spin-off di Trolls intitolato Trolls - La festa continua! (2018).
A partire dal 2019 ha iniziato a doppiare i ruoli di Re Squalo nella serie TV della DC Comics Harley Quinn e Fox nella serie TV di TBS/Adult Swim Final Space. Nel 2020, Funches ha ripreso nuovamente il ruolo di Cooper nel film sequel Trolls World Tour. Nello stesso anno, Funches ha doppiato Ron nella serie Netflix Hoops.

## Biografia
Ronald Kyle Funches è nato il 12 marzo 1983 a Los Angeles, ma ha trascorso l'infanzia con la madre e la sorella nel quartiere Woodlawn di Chicago. La madre di Funches era un'assistente sociale. Quando aveva 13 anni, si trasferì a Salem, in Oregon, per vivere con suo padre, che lì lavorava come montatore di tubi.
Si è diplomato alla Douglas McKay High School di Salem, dove ha seguito corsi di inglese e si è appassionato a scrittori come Molière, J. D. Salinger, William Faulkner ed Erich Maria Remarque. Dopo il liceo, Funches si è trasferito a Portland, dove ha fatto una serie di lavori, tra cui impiegato in un call center e in banca, oltre a commesso in un supermercato d'alimentari.

## Carriera

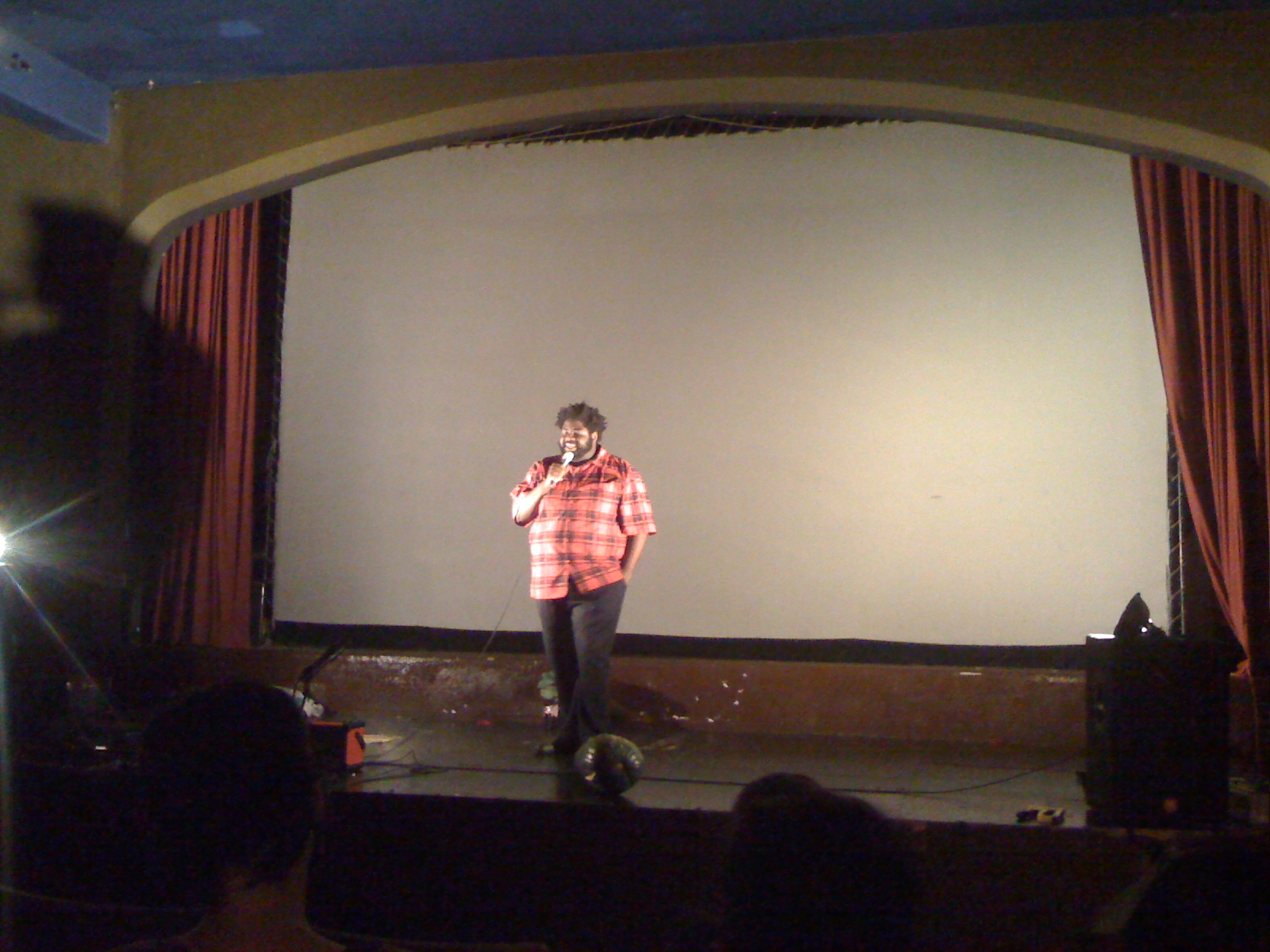
Funches si esibisce nel 2010 al Clinton Street Theatre di Portland

Funches ha iniziato a dedicarsi al cabaret all'età di 23 anni a Portland. Dopo aver avuto un piccolo ruolo in un episodio di Portlandia nel 2011, si è trasferito a Los Angeles nel 2012. A partire dal 2013 è stato relatore fisso nella serie comica @midnight, ha avuto un ruolo ricorrente nella serie comica Crash & Bernstein e ha lavorato come sceneggiatore in The Eric Andre Show e The Half Hour di Comedy Central (nel 2014). Sempre nel 2014, Funches si è esibito come relatore di fumetti a Chelsea Lately.
A partire dal 2014, Funches è apparso in diversi episodi di Drunk History e nel 2015 ha interpretato numerosi ruoli da guest star nelle serie animate BoJack Horseman, Le avventure del gatto con gli stivali e Adventure Time.
Funches successivamente ha recitato nel ruolo di Shelly nella serie comica della NBC Undateable dal 2014 fino alla conclusione della serie nel 2016. Funches ha anche avuto un ruolo di supporto nella commedia del 2015 Duri si diventa.
Nel 2016, ha doppiato il ruolo di Cooper nel film d'animazione Trolls e ha recitato in numerose serie, come Another Period, Prendi mia moglie e Transparent.
A partire dal 2019, ha iniziato a doppiare il ruolo di Re Squalo nella serie TV DC Comics Harley Quinn e ha interpretato il personaggio ricorrente "Funchy" nella terza stagione della sitcom della CBS Papà a tempo pieno.
Funches ripreso il suo ruolo di Cooper nel sequel Troll, Trolls World Tour (2020). Ha anche doppiato Shag Rugg nella serie televisiva su HBO Max del 2021 Jellystone.

## Influenze
Funches ha citato Lucille Ball, Dave Chappelle e Mitch Hedberg come le principali influenze della sua comicità. Commentando Lucille Ball, ha detto: "Lucy ed io è stata una specie di introduzione al mondo della commedia in generale. E quando guardi la storia di Lucille Ball, e il lavoro che ha fatto per le donne a Hollywood, avendo una sua società di produzione e mostrando anche un matrimonio interrazziale in TV negli anni '50, per me, è solo una delle mie più grandi influenza in generale come essere umano. Ecco cosa significa essere un professionista e cosa significa difendere se stessi."

## Vita privata
A partire dal 2020, Funches vive a Los Angeles con la moglie e il figlio. È aperto a parlare del fatto che suo figlio sia autistico nei suoi spettacoli e ben accoglie i fan che condividono le loro storie con lui.
Funches è un appassionato di videogiochi.
Ha confessato ad Adam Carolla che una volta era arrivato a pesare 360 libbre (163 kg). Ha anche detto che in pochi anni ha perso circa 140 libbre (63,5 kg).

## Filmografia

### Film
| Anno | Titolo                                                                 | Ruolo                                        | Appunti                                    | Ref.   |
| ---- | ---------------------------------------------------------------------- | -------------------------------------------- | ------------------------------------------ | ------ |
| 2014 | Night Night with Ron Funches                                           | Se stesso                                    | Scrittore; cortometraggio per Funny or Die |        |
| 2014 | Night Night con Ron Funches Ep 2                                       | Se stesso                                    | Scrittore; cortometraggio per Funny or Die |        |
| 2015 | Movie Mind Machine                                                     | Ron                                          | Cortometraggio                             |        |
| 2015 | Duri si diventa                                                        | Jojo                                         |                                            | [ 22 ] |
| 2016 | Funny or Die presenta: L'arte di fare affari di Donald Trump - Il film | Membro dei Fat Boys                          |                                            | [ 23 ] |
| 2016 | Troll                                                                  | Cooper                                       | Doppiatore                                 | [ 11 ] |
| 2017 | C'era una volta a Los Angeles                                          | Mocha                                        |                                            | [ 24 ] |
| 2017 | Killing Hasselhoff                                                     | Bill                                         |                                            |        |
| 2019 | Jexi                                                                   | Craig                                        |                                            |        |
| 2019 | Noelle                                                                 | Elfo Mortimer                                |                                            |        |
| 2019 | 6 Underground                                                          | Il cugino di Blaine / l'oratore del funerale |                                            |        |
| 2019 | Lucky                                                                  | Sammy                                        | Doppiatore                                 |        |
| 2020 | Sylvie's Love                                                          | Tank                                         |                                            |        |
| 2020 | Underlings                                                             | Sal                                          | Doppiatore                                 |        |
| 2020 | Trolls World Tour                                                      | Cooper                                       | Doppiatore                                 |        |
| 2020 | L'unico e insuperabile Ivan                                            | Murphy                                       | Doppiatore                                 |        |
| 2020 | Golden Arm                                                             | Carl                                         |                                            |        |
| 2021 | Dark Web: Cicada 3301                                                  | Avi                                          |                                            |        |
| 2022 | Un'altra scatenata dozzina                                             | Vicino di Seth                               |                                            |        |

### Televisione
| Year         | Title                           | Role                      | Notes                                                                                        | Ref.   |
| ------------ | ------------------------------- | ------------------------- | -------------------------------------------------------------------------------------------- | ------ |
| 2011         | Portlandia                      | Giocatore di Baseball     | Episodio: "Baseball"                                                                         |        |
| 2013         | Crash & Bernstein               | Roland                    | 5 episodi                                                                                    |        |
| 2013         | Dead Kevin                      | Re dei Senzatetto         | Episodio: "How Not to Rob a Liquor Store"                                                    |        |
| 2013         | New Girl                        | Musicista di strada       | Episodio: "First Date"                                                                       |        |
| 2014         | Mulaney                         | Rodney detto "Tall Tucan" | Episode: "It's a Wonderful Home Alone"                                                       |        |
| 2014         | The Eric Andre Show             |                           | Writer Episode: "Seth Rogen; Asa Akira"                                                      |        |
| 2014         | Selfie                          | Wayne                     | Episodio: "Traumatic Party Stress Disorder"                                                  |        |
| 2014         | The Half Hour                   | Se stesso                 | Stand-up special                                                                             |        |
| 2014         | Bob's Burgers                   | Horseplay / Patrick       | 2 episodi, Doppiatore                                                                        | [ 25 ] |
| 2014         | Enlisted                        | Huggins                   | Episodio: "Pilot"                                                                            |        |
| 2014–2015    | Kroll Show                      | Se stesso                 | Attore: 4 episodi Scrittore: 11 episodi                                                      |        |
| 2014–2016    | Undateable                      | Shelly                    | 36 episodi                                                                                   |        |
| 2014–2016    | Drunk History                   | Vari                      | 3 episodi                                                                                    | [ 25 ] |
| 2015         | Cougar Town                     | Marty                     | Episodio: "To Find a Friend"                                                                 |        |
| 2015         | BoJack Horseman                 | Levi                      | Episodio: "Chickens" Voice role                                                              |        |
| 2015         | The Adventures of Puss in Boots | Fartholomew Fishflinger   | Episodio: "Mouse" Voice role                                                                 |        |
| 2015         | Adventure Time                  | The Fool                  | 2 episodi in Stakes Doppiatore                                                               |        |
| 2016         | Great Minds with Dan Harmon     | Idi Amin                  | Episodio: "Idi Amin"                                                                         |        |
| 2016         | Another Period                  | Compagno di cella Hamish  | 2 episodi                                                                                    |        |
| 2016         | The Lion Guard                  | Ajabu                     | Episodio: "The Imaginary Okapi" Doppiatore                                                   |        |
| 2016         | Harmonquest                     | Capitano Ribs Sanchez     | Episodio: "Across the Dernum Sea"                                                            |        |
| 2016         | Cupcake Wars                    | Se stesso                 | Episodio: "Josie and the Pussycats"                                                          | [ 26 ] |
| 2016         | Home: Adventures with Tip & Oh  | Sharzod                   | 45 episodi Doppiatore                                                                        |        |
| 2016         | Take My Wife                    | Ron                       | Episodio: "Headliner"                                                                        |        |
| 2016         | Transparent                     | Fredrick                  | Episodio: "Elizah"                                                                           |        |
| 2017         | Drive Share                     | Nicky Nitro               | Episodio: "The Light Source"                                                                 |        |
| 2017         | Black-ish                       | Ledarius                  | Episodio: "I'm a Survivor"                                                                   | [ 25 ] |
| 2017         | The Goldbergs                   | Froy                      | 2 episodi                                                                                    | [ 25 ] |
| 2017         | Powerless                       | Ron                       | 12 episodi                                                                                   | [ 25 ] |
| 2017         | We Bare Bears                   | Wyatt                     | Episodio: "Road Trip" Doppiatore                                                             |        |
| 2017         | Future Man                      | Ray                       | Episodio: "Pilot"                                                                            |        |
| 2018         | A.P. Bio                        | Hans                      | 2 episodi                                                                                    | [ 25 ] |
| 2018         | Talk Show The Game Show         | Himself                   | 1 episodes                                                                                   | [ 27 ] |
| 2018         | OK K.O.! Let's Be Heroes        | Sparko                    | 4 episodi Doppiatore                                                                         |        |
| 2018–2019    | Trolls: The Beat Goes On!       | Cooper                    | 65 episodi Doppiatore                                                                        | [ 25 ] |
| 2019         | Infinity Train                  | Khaki Bottoms             | Episodio: "The Ball Pit Car" Voice role                                                      |        |
| 2019         | Man with a Plan                 | Funchy                    | 3 episodi                                                                                    | [ 25 ] |
| 2019         | Twelve Forever                  | Manquin                   | 25 episodi Doppiatore                                                                        | [ 25 ] |
| 2019–2021    | Final Space                     | Fox                       | 18 episodi Doppiatore                                                                        |        |
| 2019–present | Harley Quinn                    | King Shark                | 23 episodi Doppiatore                                                                        | [ 25 ] |
| 2019         | Ron Funches: Giggle Fit         | Se stesso                 | Stand-up special                                                                             |        |
| 2019–present | Crank Yankers                   | Se stesso                 | 2 episodi Doppiatore                                                                         | [ 28 ] |
| 2020         | Central Park                    | Danny                     | Episodio: "Squirrel, Interrupted" Voice role                                                 |        |
| 2020         | Room 104                        | Charlie                   | Episodio: "Oh, Harry!"                                                                       |        |
| 2020         | Hoops                           | Ron                       | 10 episodi Doppiatore                                                                        |        |
| 2020         | The Last Blockbuster            | Se stesso                 |                                                                                              |        |
| 2020         | Nice One!                       | Se stesso                 | Ospite, autore                                                                               |        |
| 2020         | Top Secret Videos               | Se stesso                 | Ospite, autore                                                                               |        |
| 2020         | Match Game                      | Se stesso                 | Episodio: "Joel McHale, Amanda Seales, Ron Funches, Ana Gasteyer, Rob Huebel, Nikki Glasser" |        |
| 2020         | Trolls: TrollsTopia             | Cooper                    | 52 episodi Doppiatore                                                                        |        |
| 2021         | The Great North                 | Jerry Shaw                | Episodi: "Avocado Barter Adventure" e "Keep Beef-lieving Adventure" Doppiatore               |        |
| 2021         | Nailed It!                      | Se stesso/Giudice         | Episodio: "Burbank State Fair"                                                               |        |
| 2021         | Chopped: 420                    | Se stesso/Ospite          | 5 episodi                                                                                    |        |
| 2021         | Jellystone!                     | Shag Rugg                 | Doppiatore                                                                                   |        |
| 2021         | Inside Job                      | Mothman                   | Doppiatore                                                                                   |        |